# Schwarzbach
Schwarzbach é um município da Alemanha localizado no distrito de Greiz, estado da Turíngia.  Pertence ao Verwaltungsgemeinschaft de Münchenbernsdorf.